# Ossip Schubin

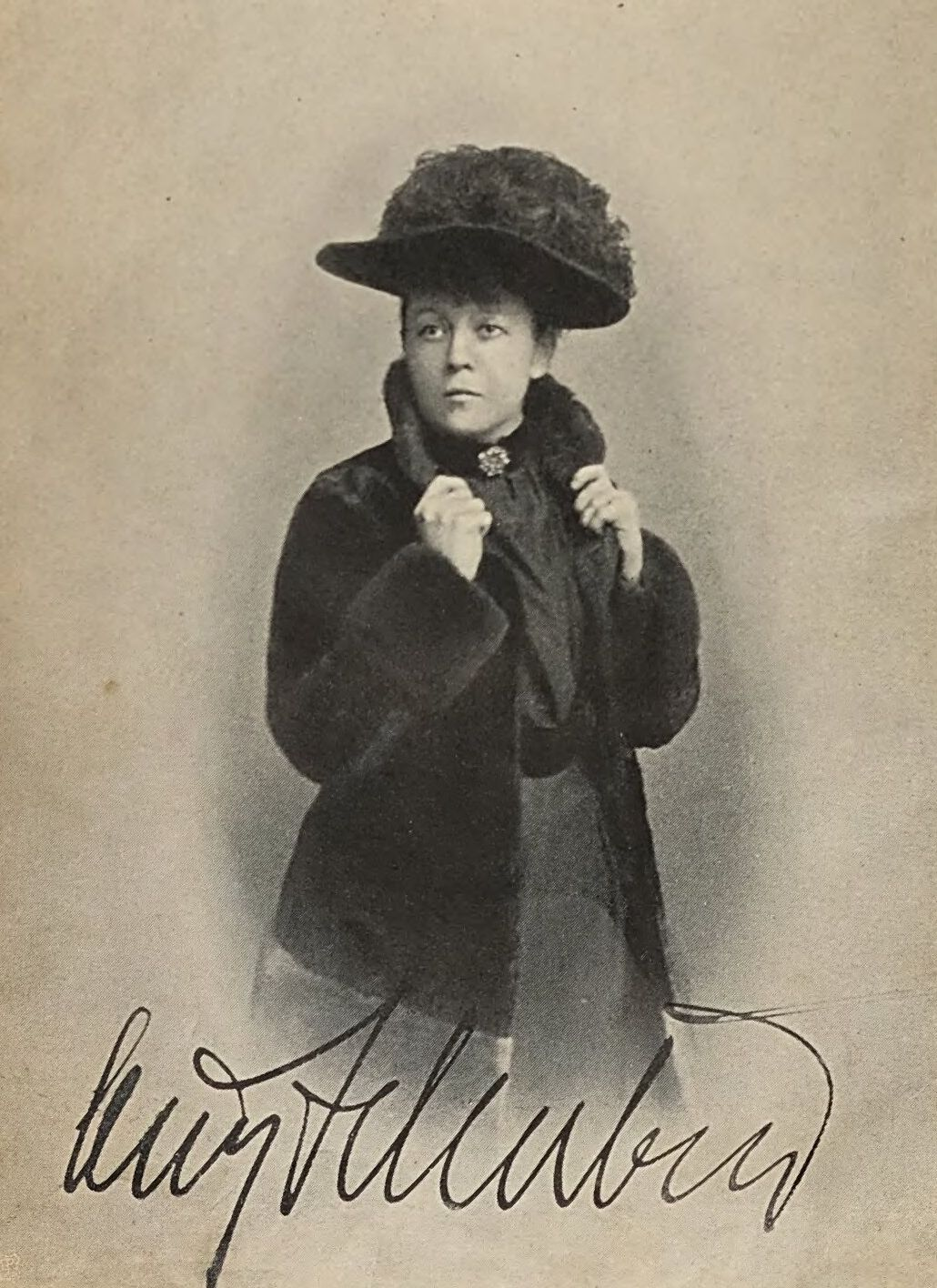
Ossip Schubin

Ossip Schubin, Pseudonym für Aloisia (Lola) Kirschner, (* 17. Juni 1854 in Prag, Kaisertum Österreich; † 10. Februar 1934 auf Schloss Košátky, Tschechoslowakei) war eine deutschsprachige böhmische Schriftstellerin, die bevorzugt das Salon- und Gesellschaftsleben ihrer Zeit schilderte.

## Leben
Aloisia Kirschner wurde 1854 im Prager Stadtteil Smíchov als zweites von drei Kindern in eine jüdischstämmige Familie geboren. Sie wuchs auf dem abgeschiedenen Gut ihrer Eltern in Lochkov auf und erhielt eine sorgfältige Erziehung. Nachdem ihr Vater früh verstorben war, unternahm sie in ihrer Jugend mit ihrer Mutter und ihrer Schwester Marie weite Reisen, unter anderem nach München, Paris, Brüssel, Sankt Petersburg und Rom, auf denen sie in Künstler- und Gelehrtenkreise eingeführt wurde. Sie lernte Iwan Sergejewitsch Turgenew, George Sand und Alfred Meissner kennen. Aus einem von Turgenews Romanen, Helena, entlieh sie sich ihr Pseudonym Ossip Schubin. Ihre erste Novelle Verkannt und verfehlt erschien in der Prager Bohemia. Weitere Veröffentlichungen folgten in den Zeitschriften Schorers Familienblatt, Deutsche Rundschau und Über Land und Meer.
Schubin bemühte sich in ihren Werken, das friedliche Zusammenleben der Völker Europas zu propagieren. Zu ihren Lebzeiten war Schubin eine bekannte Schriftstellerin, doch nach ihrem Tod wurde ihr Werk mit dem aufkommenden Nationalsozialismus rasch vergessen.

## Werke
- Schuldig (Roman 1883)
- Ehre (Roman. Heinrich Minden, Dresden 1883 [recte 1882]) = zum Roman umgearbeitete Erzählung Der gewisse Baron Riedheim
- Die Geschichte eines Genies. Die Gabrizzi (Novellen 1884)
- Mal'occhio und andere Novellen (1884; 4. Auflage 1901 u.d.T. Es fiel ein Reif in der Frühlingsnacht)
- Unter uns (Roman in 2 Bdn. 1884)
- Ein Frühlingstraum (Novellen 1884)
- Bravo rechts! Eine lustige Sommergeschichte (1885)
- Gloria victis! (Roman in 3 Bdn. 1885)
- Erinnerungen eines alten Österreichers (Erzählungen 1886)
- Erlachhof (Roman in 2 Bdn. 1887)
- Etiquette. Eine Rokoko-Arabeske (1887)
- Asbéin. Aus dem Leben eines Virtuosen (1888)
- Dolorata (Novelle 1888)
- Unheimliche Geschichten (1889)
- Boris Lensky (Roman in 3 Bdn. 1889)
- Bludicka. Erzählung aus dem slavischen Volksleben (1890)
- O du mein Österreich (Roman in 3 Bdn. 1890)
- Heil dir im Siegerkranz (Erzählung 1890)
- Ein müdes Herz (Erzählung 1892)
- Gräfin Erikas Lehr- und Wanderjahre (Roman in 3 Bdn. 1892)
- Torschlußpanik (Erzählung 1892)
- Finis Poloniae (Roman 1893)
- Toter Frühling (Erzählung in 2 Bdn. 1893)
- Schatten (Novellen 1893)
- Gebrochene Flügel (Roman 1894)
- Woher tönt dieser Mißklang durch die Welt? (Roman in 3 Bdn. 1894)
- Con fiocchi (Roman 1896)
- Maximum. Roman aus Monte Carlo (1896)
- Wenn's nur schon Winter wär'! (Roman 1897)
- Die Heimkehr (Roman 1897)
- Vollmondzauber (Roman in 2 Bdn. 1899)
- Peterl. Eine Hundegeschichte (1900)
- Slawische Liebe (Novellen 1900)
- Im gewohnten Geleis (Roman 1901)
- Marsa (Erzählung 1902)
- Refugium peccatorum (Roman 1903)
- Der Gnadenschuß (Erzählung 1905)
- Blanche (1905)
- Der arme Nicki. Geschichte eines aus der Reihe Gefallenen (2 Bde. 1906)
- Primavera (Novelle 1908)
- Miserere nobis. Die Tragödie eines Idealisten (Roman in 2 Bdn. 1910)
- Monsieur Paul (Schauspiel 1912)
- Die Flucht nach Amerika (Roman 1914)
- Der Rosenkavalier (1924)